# Pévy
Pévy est une commune française, située dans le département de la Marne en région Grand Est. Elle est traversée par la Route touristique du Champagne et fait partie du Massif de Saint Thierry.

## Géographie

### Localisation
Pévy se trouve au nord-ouest du département de la Marne, en région Grand Est. La commune appartient à la région agricole du Tardenois.
La commune de Pévy s'étend sur une superficie de 740 hectares. Sur son territoire, l'altitude varie de 87 à 214 mètres. Le relief est marqué par le Massif de Saint-Thierry, au nord et à la l'ouest, et la vallée du Cochot au sud-est.
Par la route, Pévy se situe à 67 km de Châlons-en-Champagne, préfecture du département, à 20 km de Reims, sous-préfecture, et à 15 km de Fismes, bureau centralisateur du canton de Fismes-Montagne de Reims dont dépend Pévy depuis 2015. La commune fait en outre partie du bassin de vie de Reims.
Pévy est limitrophe de 5 communes :
|                    | Bouvancourt |             |
| Montigny-sur-Vesle | Pévy        | Hermonville |
|                    | Prouilly    | Trigny      |

### Hydrographie

#### Réseau hydrographique
La commune est dans la région hydrographique « la Seine du confluent de l'Oise (inclus) à l'embouchure » au sein du bassin Seine-Normandie. Elle est drainée par le Cochot et le ruisseau de la Caurette,.

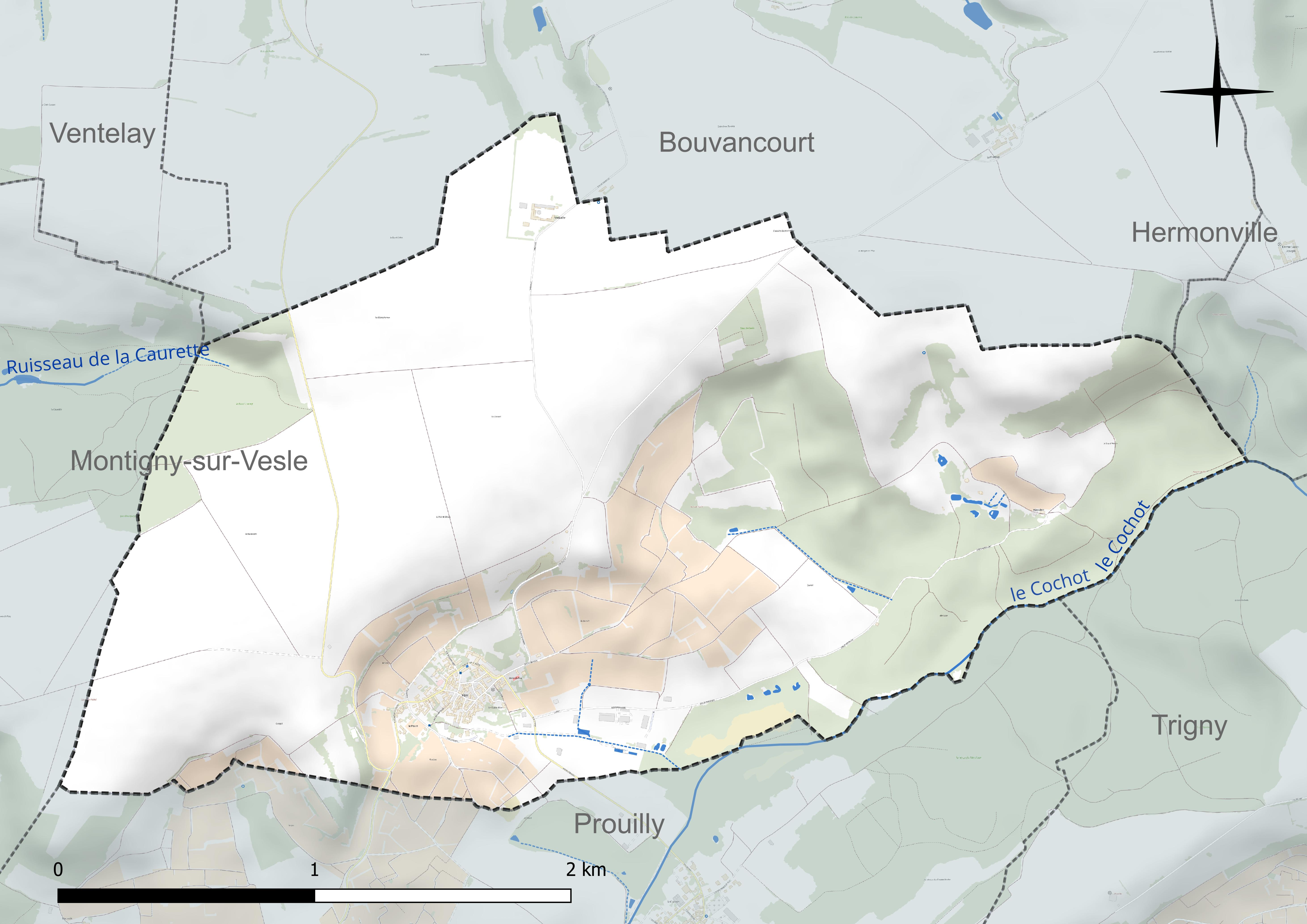
Réseau hydrographique de Pévy.

#### Gestion et qualité des eaux
Le territoire communal est couvert par le schéma d'aménagement et de gestion des eaux (SAGE) « Aisne Vesle Suippe ». Ce document de planification, dont le territoire s’étend sur 3 096 km2 répartis sur trois départements (Aisne, Marne et Ardennes) et deux régions (Champagne-Ardenne et Picardie), a été approuvé le 16 décembre 2013. La structure porteuse de l'élaboration et de la mise en œuvre est le Syndicat d’aménagement des bassins Aisne Vesle Suippe (SIABAVES).
La qualité des cours d’eau peut être consultée sur un site dédié géré par les agences de l’eau et l’Agence française pour la biodiversité.

### Climat
Pour des articles plus généraux, voir Climat du Grand Est et Climat de la Marne.
En 2010, le climat de la commune est de type climat océanique dégradé des plaines du Centre et du Nord, selon une étude du Centre national de la recherche scientifique s'appuyant sur une série de données couvrant la période 1971-2000. En 2020, Météo-France publie une typologie des climats de la France métropolitaine dans laquelle la commune est exposée à un climat océanique altéré et est dans la région climatique  Nord-est du bassin Parisien, caractérisée par un ensoleillement médiocre, une pluviométrie moyenne régulièrement répartie au cours de l’année et un hiver froid (3 °C).
Pour la période 1971-2000, la température annuelle moyenne est de 10,2 °C, avec une amplitude thermique annuelle de 15,7 °C. Le cumul annuel moyen de précipitations est de 709 mm, avec 13,2 jours de précipitations en janvier et 8,9 jours en juillet. Pour la période 1991-2020, la température moyenne annuelle observée sur la station météorologique de Météo-France la plus proche, « Chambrecy-Civc », sur la commune de Chambrecy à 14 km à vol d'oiseau, est de 10,7 °C et le cumul annuel moyen de précipitations est de 734,0 mm. 
La température maximale relevée sur cette station est de 40,3 °C, atteinte le 25 juillet 2019 ; la température minimale est de −22,1 °C, atteinte le 17 janvier 1985,,.
Les paramètres climatiques de la commune ont été estimés pour le milieu du siècle (2041-2070) selon différents scénarios d'émission de gaz à effet de serre à partir des nouvelles projections climatiques de référence DRIAS-2020. Ils sont consultables sur un site dédié publié par Météo-France en novembre 2022.

## Urbanisme

### Typologie
Au 1er janvier 2024, Pévy est catégorisée commune rurale à habitat dispersé, selon la nouvelle grille communale de densité à sept niveaux définie par l'Insee en 2022.
Elle est située hors unité urbaine. Par ailleurs la commune fait partie de l'aire d'attraction de Reims, dont elle est une commune de la couronne,. Cette aire, qui regroupe 294 communes, est catégorisée dans les aires de 200 000 à moins de 700 000 habitants,.

### Occupation des sols
L'occupation des sols de la commune, telle qu'elle ressort de la base de données européenne d’occupation biophysique des sols Corine Land Cover (CLC), est marquée par l'importance des territoires agricoles (75,8 % en 2018), une proportion sensiblement équivalente à celle de 1990 (75,2 %). La répartition détaillée en 2018 est la suivante : 
terres arables (55,7 %), forêts (24,2 %), cultures permanentes (14,9 %), zones agricoles hétérogènes (5,3 %). L'évolution de l’occupation des sols de la commune et de ses infrastructures peut être observée sur les différentes représentations cartographiques du territoire : la carte de Cassini (XVIIIe siècle), la carte d'état-major (1820-1866) et les cartes ou photos aériennes de l'IGN pour la période actuelle (1950 à aujourd'hui).

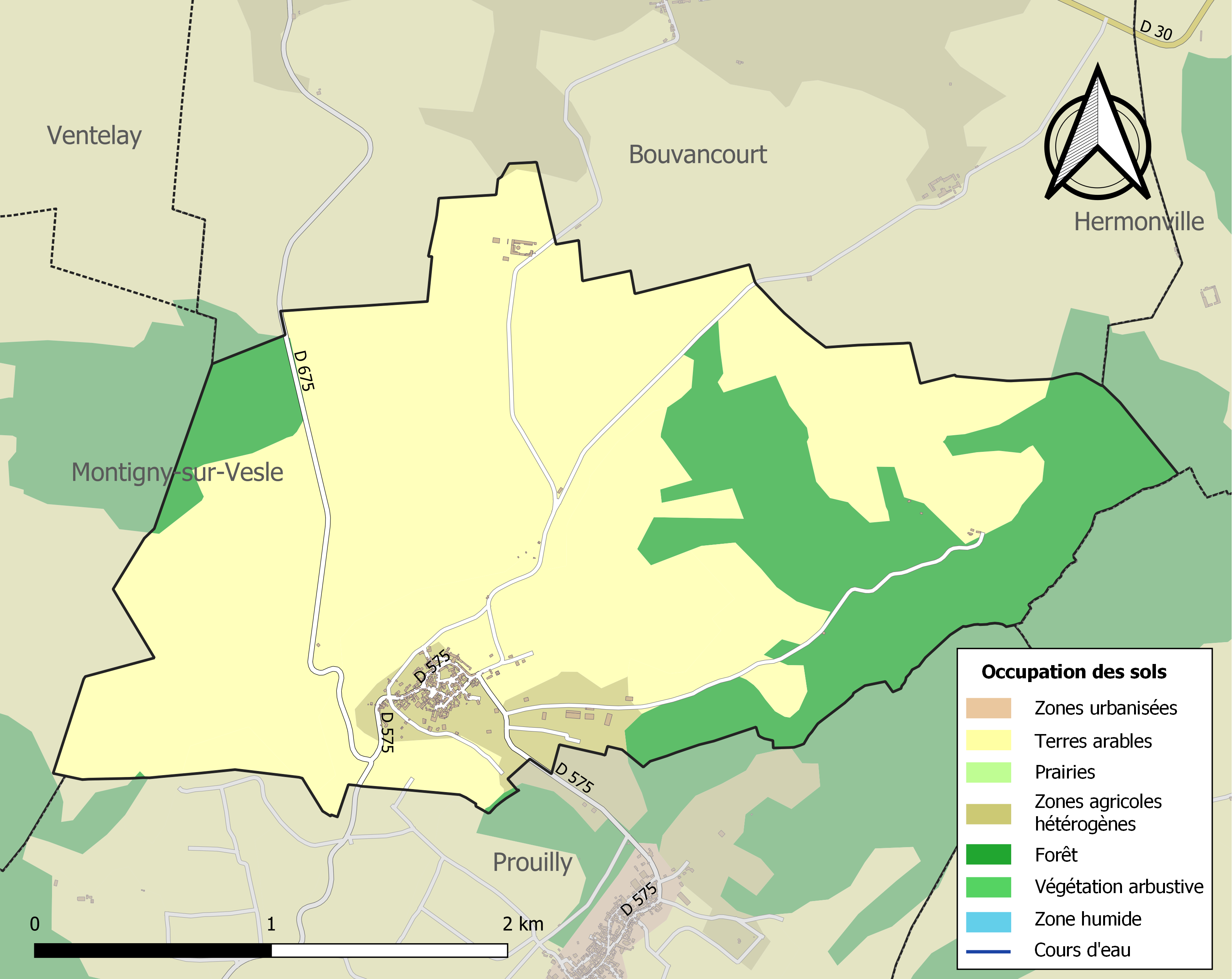
Carte des infrastructures et de l'occupation des sols de la commune en 2018 (CLC).

### Transports et voies de communication
Accès routier
- la route  traverse la commune et relie la route  à Prouilly, à la route  à l'est du village.
- la route   vers Soissons est accessible au lieu-dit de La chute des eaux ou à Jonchery-sur-Vesle.
- la route  vers Laon est accessible à Cormicy.
- les autoroutes  ,  ,   et  sont accessibles près de Reims ou en passant par Faveroles-et-Coëmy pour la A4 ou encore Cormicy pour la A26.

Pour la randonnée, le parcours pédestre de la Côte Saint Michel arpente 14 km sur les communes de Montigny-sur-Vesle, Pévy et Prouilly. Trois villages à l'architecture chaleureuse, deux points de vue offrant des panoramas étendus, un entrelacs de champs, de vignes et de bosquets, sont les points forts de cet itinéraire.

## Toponymie
Le nom de la localité est attesté sous les formes Paveium (1226) ; Paivi (vers 1250) ; Pavieyum (1298) ; Payveyum (1303-1312) ; Paviacum (1324) ; Paivy (1333) ; Poivy (1384) ; Paiviacum (XIVe siècle) ; Peviacum (1493) ; Pevi (XVIIIe siècle).

## Politique et administration

### Intercommunalité
La commune, antérieurement membre de la communauté de communes des Deux Vallées du Canton de Fismes, est membre, depuis le 1er janvier 2014, de la communauté de communes Fismes Ardre et Vesle.
En effet, conformément au schéma départemental de coopération intercommunale de la Marne du 15 décembre 2011, les anciennes communautés de communes CC des Deux Vallées du Canton de Fismes (9 communes) et  CC Ardre et Vesle (11 communes) ont fusionné par arrêté préfectoral du 23 mai 2013, afin de former  à compter du 1er janvier 2014 la nouvelle communauté de communes Fismes Ardre et Vesle.

### Liste des maires
| Période                                  | Période                      | Identité        | Étiquette | Qualité                        |
| ---------------------------------------- | ---------------------------- | --------------- | --------- | ------------------------------ |
| Les données manquantes sont à compléter. |                              |                 |           |                                |
| avant 1874                               | après 1876                   | Landrieux       |           |                                |
| 1879                                     |                              | Fauvet          |           |                                |
| mars 2008                                | En cours (au 4 juillet 2014) | Daniel Vaquette |           | Réélu pour le mandat 2014-2020 |

## Démographie
L'évolution du nombre d'habitants est connue à travers les recensements de la population effectués dans la commune depuis 1793. Pour les communes de moins de 10 000 habitants, une enquête de recensement portant sur toute la population est réalisée tous les cinq ans, les populations de référence des années intermédiaires étant quant à elles estimées par interpolation ou extrapolation. Pour la commune, le premier recensement exhaustif entrant dans le cadre du nouveau dispositif a été réalisé en 2007.

En 2022, la commune comptait 226 habitants, en évolution de +7,11 % par rapport à 2016 (Marne : −1,19 %, France hors Mayotte : +2,11 %).
| 1793 | 1800 | 1806 | 1821 | 1831 | 1836 | 1841 | 1846 | 1851 |
| ---- | ---- | ---- | ---- | ---- | ---- | ---- | ---- | ---- |
| 340  | 408  | 432  | 411  | 413  | 454  | 437  | 435  | 445  |

| 1856 | 1861 | 1866 | 1872 | 1876 | 1881 | 1886 | 1891 | 1896 |
| ---- | ---- | ---- | ---- | ---- | ---- | ---- | ---- | ---- |
| 419  | 411  | 390  | 378  | 353  | 328  | 296  | 321  | 323  |

| 1901 | 1906 | 1911 | 1921 | 1926 | 1931 | 1936 | 1946 | 1954 |
| ---- | ---- | ---- | ---- | ---- | ---- | ---- | ---- | ---- |
| 318  | 290  | 310  | 256  | 280  | 257  | 237  | 197  | 180  |

| 1962 | 1968 | 1975 | 1982 | 1990 | 1999 | 2006 | 2007 | 2012 |
| ---- | ---- | ---- | ---- | ---- | ---- | ---- | ---- | ---- |
| 205  | 215  | 174  | 194  | 210  | 225  | 207  | 204  | 221  |

| 2017 | 2022 | - | - | - | - | - | - | - |
| ---- | ---- | - | - | - | - | - | - | - |
| 204  | 226  | - | - | - | - | - | - | - |

## Culture locale et patrimoine

### Lieux et monuments
- Fontaines ;
- Lavoirs ;
- Maisons en pierre ;
- Église Notre-Dame classé aux monuments historiques[30] qui abrite un beau retable du XVIe siècle.

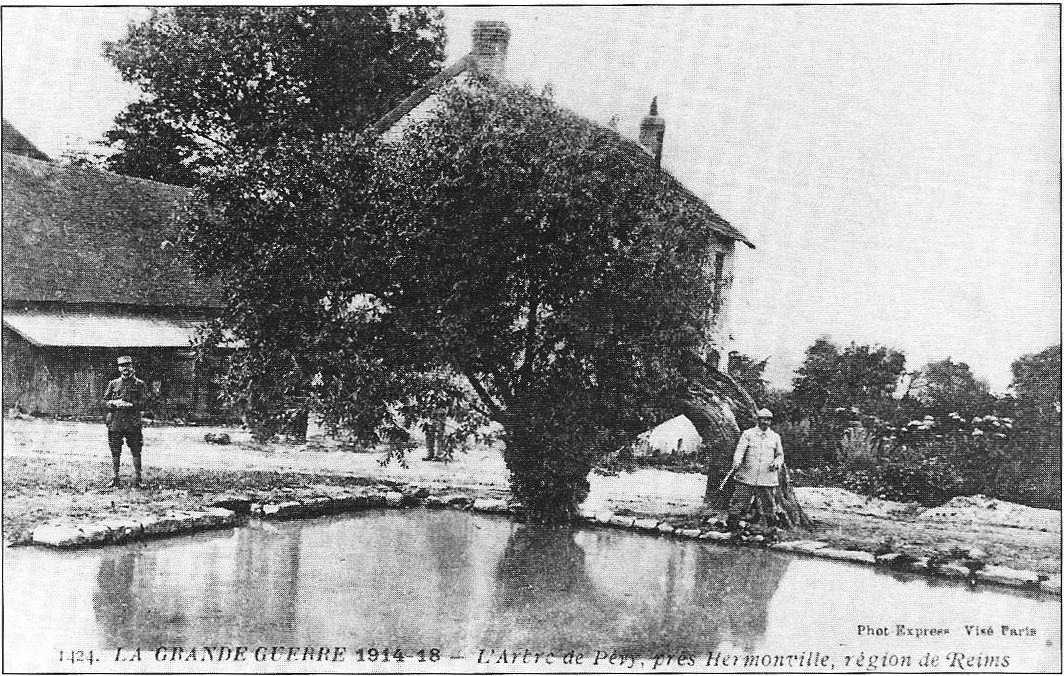
Lavoir pendant la Grande guerre,
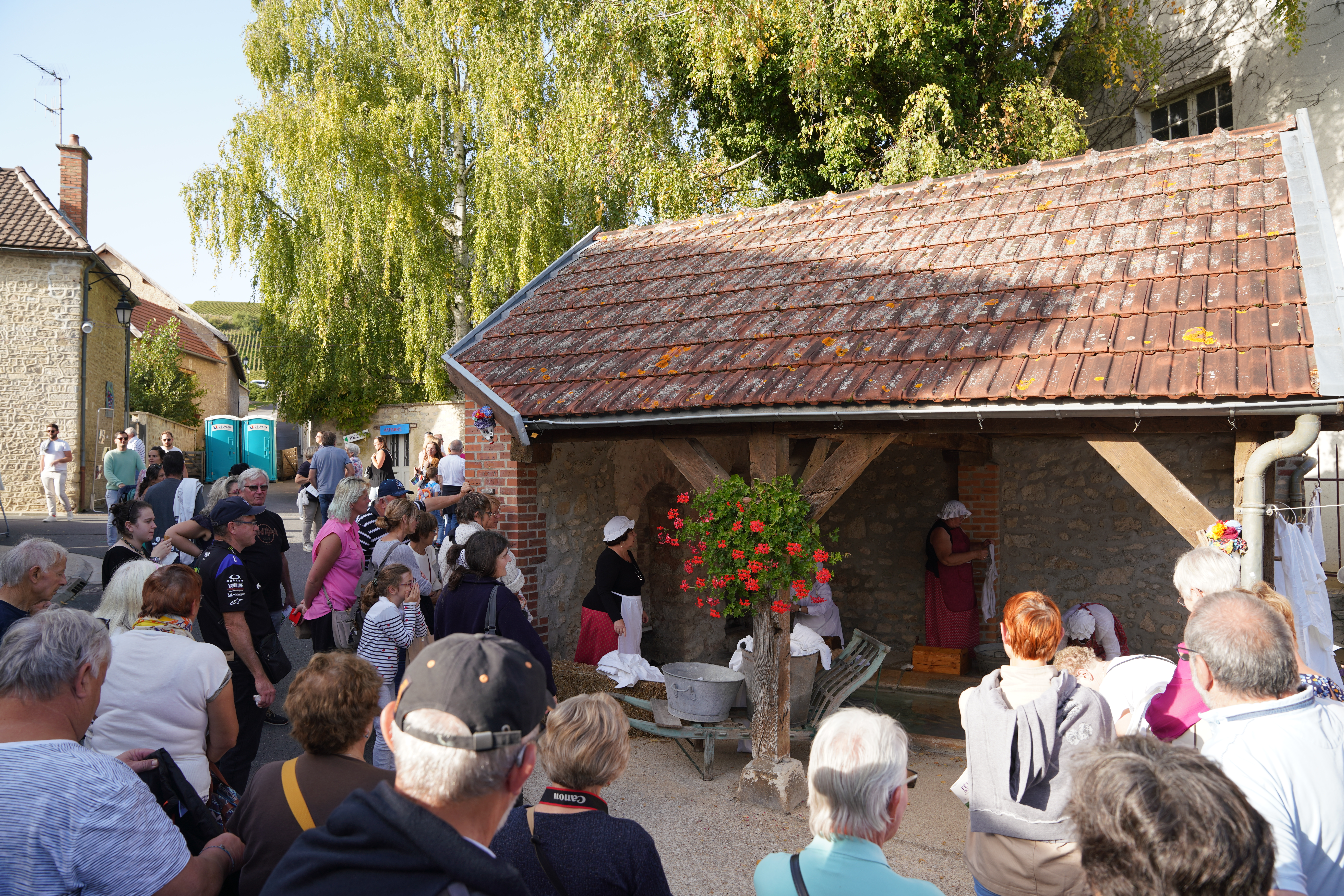
en 2023,
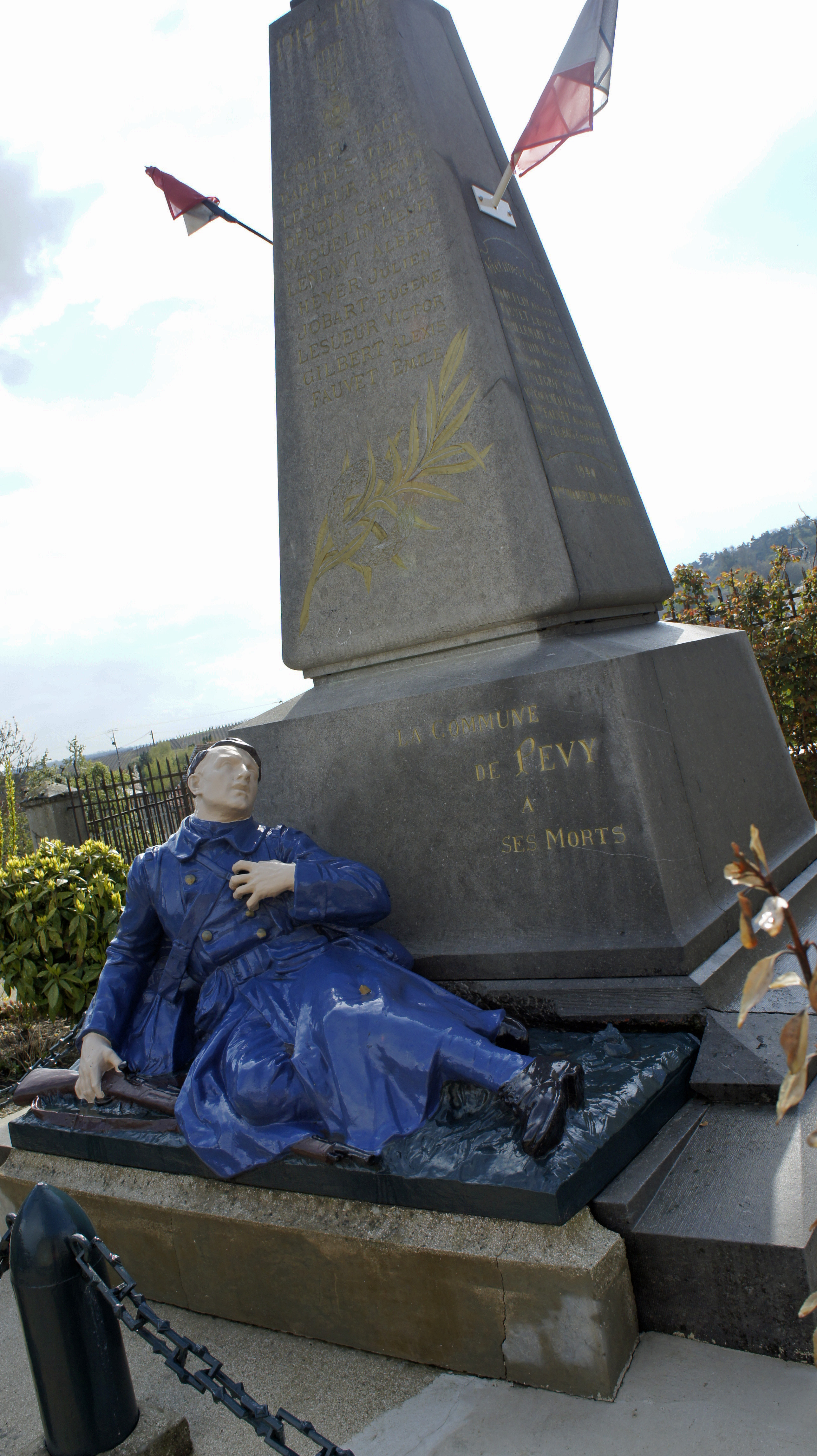
son monument aux morts, le poilu mourant par Jules Déchin,
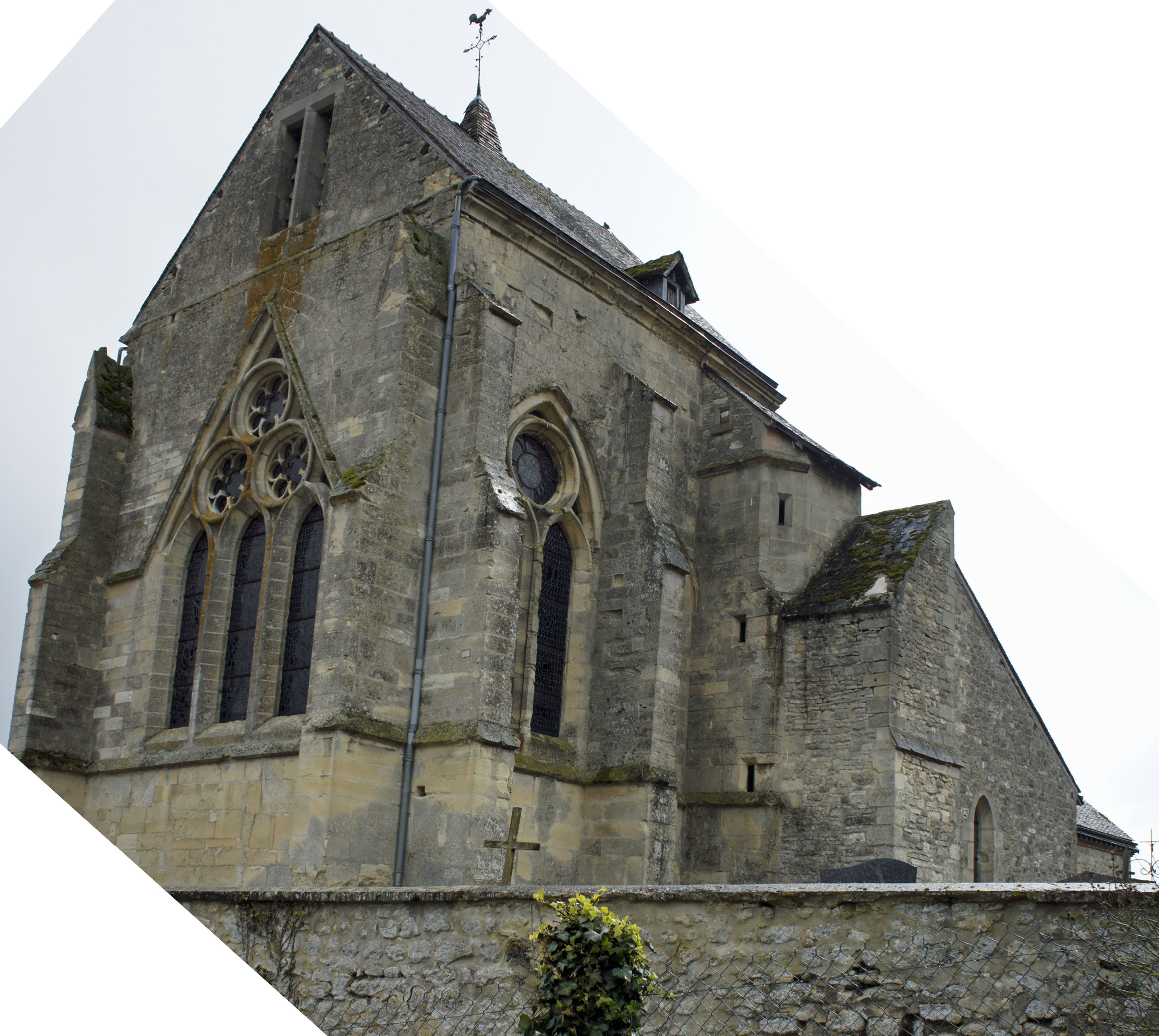
église de Pévy.

### Personnalités liées à Pévy
- Jean Ware, ou Waret (†1511), originaire de Pévy, curé de l'église de Pogny, reçu au chapitre de Reims, le 7 juillet 1482. Il fut également chanoine de Saint-Symphorien et de Sainte-Balsamie. Il meurt le 20 ou 22 septembre 1511, comme l'indique son épitaphe du cloître du chapitre de Reims. Jean Ware fonda des messes et un anniversaire en la cathédrale de Reims et en l'église de Pévy. Il laissa, à l'église de Pévy, une certaine somme pour aider à sa réparation[31].
- Ponce Lecomte, ou Comitis (†1566), originaire de Pévy, chanoine de Sainte-Balsamie, le 11 mars 1529. Il fut reçu  au chapitre de Reims, le 11 août 1540. Le 21 juillet 1553, le chapitre le nomma chantre. Ponce Comitis décéda le 29 mai 1566; il fut inhumé dans le cloître du chapitre de la cathédrale du côté de Saint-Michel[32].
- Ponce Lecomte (†1572), originaire de Pévy, en 1567, il obtient la moitié de la 74e prébende du chapitre de la cathédrale dont il devait jouir entièrement en 1569, chanoine, également, de Saint-Symphorien et de Sainte-Balsamie, inhumé auprès de son oncle Ponce Comitis dans le cloître du chapitre de la cathédrale du côté de Saint-Michel[32].
- Pierre Champagne, fils du couple Jean Champagne et Louise Loriau, mariés à Pévy avant 1652, a fait souche au Québec[33].
- La légende prétend que le docteur Joseph Ignace Guillotin, l'inventeur de la célèbre guillotine possédait une maison à Pévy.[réf. souhaitée]

### Héraldique
| Blason de Pévy | Blason  | Parti: au 1 d'or à une grappe de raisin de pourpre, tigée de senné et feuillée de snople, au 2 de gueules à une rose des jardins tigée et feuillée d'argent; le tout au chef d'azur à la bande d'argent côtoyée de deux doubles cotices potencées contre-potencées d'or. |
| Blason de Pévy | Détails | Créé par JF Binon. Site Internet de la commune, 2022. |